# Marcus Porcius Cato Uticensis minor
Marcus Porcius Cato Uticensis minor (ook Cato de Jongere, ter onderscheid met zijn overgrootvader Cato de Oudere) (95 v.Chr. te Rome - 46 v.Chr.) was een Romeins politicus, staatsman en aanhanger van de Stoïcijnse stroming. Hij is bekend om zijn legendarische koppigheid en vasthoudendheid, zeker waar het aankwam op zijn grote politieke rivaal Julius Caesar, en ook om zijn immuniteit tegen smeergeld.

## Jeugdjaren
Cato werd geboren in Rome in 95 v.Chr. als zoon van Marcus Porcius Cato en Livia Drusilla. Zijn beide ouders stierven toen hij nog jong was en hij werd opgevoed door zijn oom Marcus Livius Drusus. Naast Cato droeg Drusus ook zorg voor een aantal andere wezen, waaronder Quintus Servilius Caepio en Servilia Caeponis (kinderen uit Livia's eerste huwelijk), Porcia Catonis (een volle zuster van Cato) en Drusus Nero (een geadopteerde zoon van Marcus Livius).
De legende van Cato's koppigheid begon in zijn vroege jaren. Cato's tutor Sarpedon maakt melding van een gehoorzaam en onderzoekend kind, dat evenwel maar moeilijk over te halen valt om dingen te geloven en dat soms moeilijk handelbaar is. Ook een verhaal van Plutarchus geeft goed aan wat voor man Cato zou worden. Toen Poppaedius Silo, leider der Marsi en op dat moment ook betrokken bij een bijzonder controversiële zaak aan het Forum Romanum, zijn vriend Marcus Livius bezocht, ontmoette hij de kinderen van het huis. In een joviale stemming vroeg hij de kinderen om hun steun voor zijn onderneming (aan het Forum). Alle knikten instemmend en lachten, behalve Cato, die de gast met argwanende blik aanschouwde. Silo eiste van hem een antwoord en toen dat niet kwam greep hij Cato en hing hem bij zijn voeten uit het raam. Zelfs toen deed Cato er het zwijgen toe. 
De dictator Lucius Cornelius Sulla was een vriend van de familie en genoot ervan te converseren met Cato en diens onafscheidelijke halfbroer Caepio, zelfs toen de rebelse tiener Cato zijn meningen en plein public tegensprak.

## Vroege politieke loopbaan
Na zijn erfenis in ontvangst genomen te hebben, verliet Cato het huis van zijn oom en begon hij aan een studie naar de Stoïcijnse filosofie en naar politieke en morele doctrine. Hij mat zich een soberder levensstijl aan in navolging van zijn overgrootvader Cato de Oudere. Ook onderwierp hij zichzelf aan een rigoureus regimen van lichamelijke oefeningen en leerde hij zichzelf kou en regen te verdragen met een minimum aan kleding. Hij at alleen het hoognodige en op het forum dronk hij enkel de goedkoopste wijn. En hij deed dit om puur filosofische redenen, want van zijn erfenis had hij riant kunnen leven. Hij verscheen niet vaak in openbaar en hield er een zeer privaat leven op na. Maar als hij toch op het Forum verscheen, oogstten zijn verhandelingen en retorische kundigheid veel lof.
Hoewel de hand van Aemilia Lepida, een vrouw van stand, aan Cato was beloofd, huwde zij Cornelius Scipio. Hij dreigde hen beiden voor het gerecht te slepen maar zijn vrienden, waaronder Marcus Tullius Cicero, haalden hem over om haar te laten gaan en daarentegen te trouwen met een vrouw genaamd Atilia. Met haar kreeg hij een zoon -- Marcus Porcius Cato -- en een dochter -- Porcia Catonis -- die de tweede vrouw van Brutus zou worden.
Als militair tribuun werd Cato in 67 v.Chr. naar Macedonië gestuurd en kreeg hij het bevel over een legioen. Hij voerde het bevel vanaf het front, deelde in het werk van zijn troepen, at dezelfde rantsoenen en sliep in dezelfde kazerne. Hij was strikt qua discipline en bestraffing maar werd uiteindelijk geliefd door zijn manschappen. Toen hij dienstdeed in Macedonië, bereikte Cato het bericht dat zijn geliefde halfbroer in Thracië op sterven lag. Hij vertrok onmiddellijk en kwam net op tijd aan om Caepio te zien sterven. Cato werd overweldigd door rouw en als eenmalige uitzondering spaarde Cato kosten noch moeite om zijn halfbroer van een grandioze begrafenis te voorzien. Caepio liet zijn fortuin na aan zijn dochter Servilia en Cato.
Na afloop van zijn diensttijd in Macedonië ondernam Cato op persoonlijke titel een reis door de Romeinse provincies in het Midden-Oosten.

## Cato en de Optimaten
Na zijn terugkeer in Rome in 65 v.Chr. werd Cato gekozen tot quaestor. Net als bij al het andere in zijn leven, bestudeerde hij zorgvuldig de historische vereisten voor die positie en met name de wetten aangaande de belastingen. Een van zijn eerste handelingen was het voor het gerecht dagen van zijn voorgangers aangaande misbruik van gelden en fraude. Cato procedeerde ook tegen informanten van Sulla die tijdens diens tirannie als ronselaars gediend hadden. Zij werden eerst beschuldigd van misbruik van staatsgelden en daarna van moord. Aan het eind van het jaar trad Cato, naar behoren, af als quaestor maar hij bleef altijd een oogje in het zeil houden op de schatkist en bleef hij zoeken naar onregelmatigheden.
Als senator was Cato scrupuleus en doortastend. Hij sloeg nooit een zitting van de Senaat over en uitte openlijk kritiek op senatoren die dat wel deden. Vanaf zijn eerste dag sloot hij zich aan bij de Optimaten, de conservatieve fractie in de Senaat. Hij had echter wat rare gewoontes -- door zijn aanhangers als extravanganties afgedaan -- zoals het in publiek verschijnen zonder schoenen, ondergoed of beide. Of het drinken van onverdunde wijn, wat naar Romeinse smaak een bijzonder onelegante en smakeloze handeling was.
In 63 v.Chr. werd hij gekozen tot tribunus plebis en assisteerde hij de consul Marcus Tullius Cicero, bij zijn taken en met name met de afhandeling van de Catilinarische samenzwering. Lucius Sergius Catilina, een patriciër van nobelen bloede, gaf leiding aan een opstand in Rome met het doel om koning te worden. Cicero en Cato vermorzelden het gevaar en procedeerden al de betrokkenen en veroordeelden hen tot de doodstraf (wat ongewoon was voor een Romeins staatsburger). Bij het publieke debat rond het onderwerp was Julius Caesar voorstander van verbanning van de samenzweerders in plaats van de doodstraf.
Cato's politieke en persoonlijke strijd met Caesar begon hiermee. Tijdens een zitting van de Senaat gewijd aan de zaak-Catilina gaf Cato Caesar een felle uitbrander vanwege het lezen van persoonlijke post tijdens de zitting. Bovendien beschuldigde hij Caesar van verraad en suggereerde hij dat Caesar zich inzette ten behoeve van Catilina. Caesar antwoordde dat het enkel om een liefdesbrief ging. Cato geloofde dit echter niet, griste de brief weg en las hem. Ongelukkigerwijze voor hem had Caesar de waarheid gesproken: het was inderdaad een liefdesbrief van Caesars buitenechtelijke liefje en Cato's halfzuster Servilia Caepionis. Het werd onmiddellijk een groot schandaal. Servilia en haar man scheidden en de senatoren gingen thuis beter opletten, want Caesar was erom berucht het bed te delen met de vrouwen van zijn politieke tegenstanders. En Cato ontdekte weldra dat hij hierop geen uitzondering was, waarop hij aanstonds van Atilia scheidde.
Daarop huwde hij Marcia Philippa, de dochter van Lucius Marcius Philippus. Een paar jaar later vroeg zijn vriend Quintus Hortensius -- een oude man bekend om zijn retorische gave -- om de hand van Cato's dochter uit diens huwelijk met Atilia. Porcia Catones was op dat moment echter getrouwd met Calpurnius Bibulus, die haar niet op wilde geven. Cato nam daarop de ongewone stap te scheiden van Marcia Philippa en haar aan Quintus Hortensius ten huwelijk te geven. Na het overlijden van Hortensius hertrouwde Cato Marcia en verkreeg zo een deel van de erfenis van Hortensius. Deze laatste stap werd in hogere, Romeinse kringen overigens ietwat schandalig gevonden.

## Cato tegen het triumviraat
Na de affaire-Catilina en het schandaal rond zijn vrouw, richtte Cato al zijn politieke pijlen op het saboteren van alles dat Caesar en zijn bondgenoten in het triumviraat (Pompeius en Crassus) ter hand wilden nemen. In 61 v.Chr. keerde Pompeius terug van zijn campagne tegen Mithridates met twee ambities: een triomf vieren en een tweede keer consul worden. Om beide te kunnen bewerkstelligen, verzocht hij de Senaat om de verkiezingen voor consul uit te stellen tot na zijn triomftocht. Vanwege zijn enorme populariteit was de Senaat eerst gewillig Pompeius' verzoek in te willigen. Cato kwam echter tussenbeide en maakte een dusdanige stampei rond de zaak dat de senaat Pompeius tot een keuze dwong. Het resultaat was Pompeius' derde triomftocht, de prachtigste ooit in Rome. Het volgende jaar haalde Cato hetzelfde uit met Caesar die net terugkwam van campagne in Hispania Ulterior (noordelijk Spanje), maar die verkoos het recht op triomftocht te laten varen ten faveure van het consulschap (waartoe hij verkozen werd).
Toen Caesar consul werd, voerde Cato oppositie tegen elke wet die Caesar voorstelde -- met name zijn landbouwhervormingen, die voorzagen in land voor arme, Romeinse burgers en de veteranen van Pompeius. Bij een gelegenheid verloor Caesar zijn geduld en liet Cato arresteren toen die weer eens een redevoering tegen hem hield op het rostra. Na zijn invrijheidstelling nam Cato echter geen gas terug bij zijn oppositie tegen de driemannen en poogde hij -- tevergeefs -- Caesars benoeming voor vijf jaar tot gouverneur van Illyrië en Cisalpinisch Gallië tegen te houden.

## Cato in Cyprus
Cato werd op den duur zo vervelend dat het driemanschap besloot dat het maar het beste was als hij uit Rome verdween. Het lokkertje was te mooi om te laten schieten: gouverneurschap van de nieuwe provincie Cyprus. Cato beschuldigde hen ervan hem weg te willen lokken, maar aanvaardde uiteindelijke de eer van het gouverneurschap boven dat van praetor.
Deze taak zou aantonen in welke mate Cato een stoïcijn was. De provincie was rijk aan goud en kansen tot chantage. Tegen de gewoonte in pikte hij niets en stelde smetteloze boeken op voor de Senaat. Volgens Plutarchus haalde Cato voor de Romeinse schatkist het enorme bedrag van 7000 talenten zilver op. Hij dacht aan elke mogelijkheid en ging zelfs zo ver om aan iedere kist touwen met kurken te binden om ze terug te kunnen vinden in geval van schipbreuk. Het geluk was echter tegen hem. Geen enkele van zijn perfecte boeken overleefde het; zijn kopie ging in vlammen op, de andere gingen op zee verloren in de armen van de koerier die ze naar Rome vervoerde. Cato overleefde beschuldigingen van corruptie enkel door zijn smetteloze reputatie.
De Senaat van Rome erkende zijn inzet in Cyprus en bood hem een ontvangst in de stad aan, een buitengewoon pretorschap en andere privileges -- die hij allemaal koppig weigerde als onwettige eretekens.

## Cato in de burgeroorlog

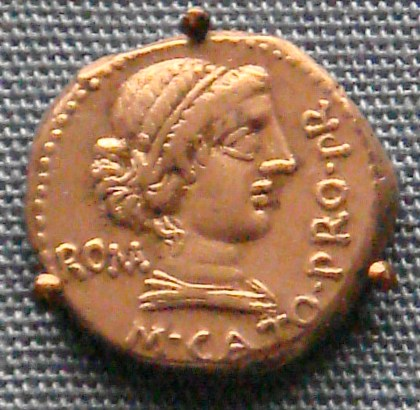
Zilveren denarius van Cato, 47/46 v.Chr. (British Museum, Londen).

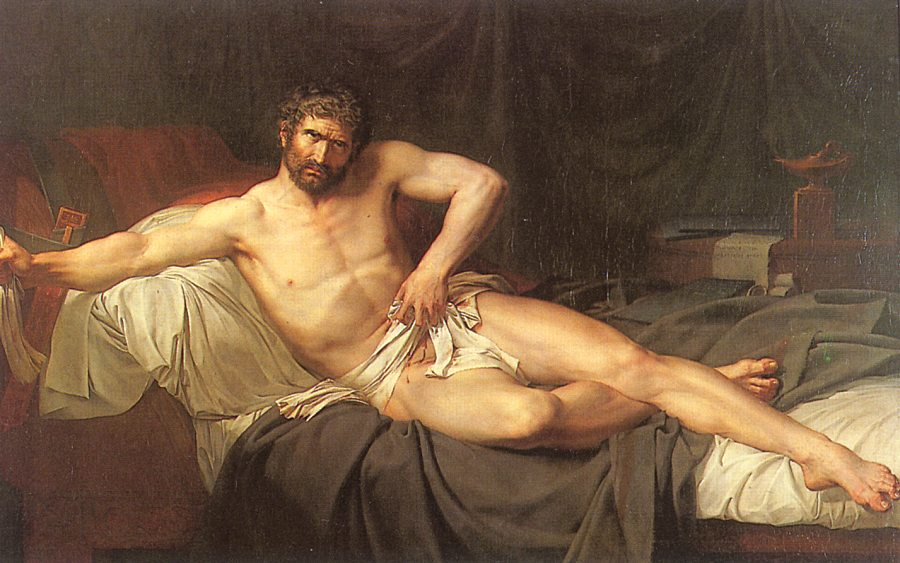
Guillaume Guillon Lethière: La mort de Caton d'utique (1795)

Het driemanschap van Caesar, Pompeius en Crassus ging ten onder in 54 v.Chr., in het jaar dat Cato tot praetor werd gekozen. Nu zijn vijand in de penarie zat, besteedden Cato en de conservatieve fractie van de Senaat de volgende paar jaar aan pogingen om het terugroepen van Caesar uit Gallië te forceren. Het was een tijd van politieke onrust en demagogen als Publius Clodius Pulcher probeerden politieke carrière te maken door de menigte op hun hand te krijgen en door geweld. Cato bevocht hen allemaal en werd bondgenoot van Pompeius en diens politiek adviseur.
In 49 v.Chr. stak Caesar de Rubicon over, samen met zijn Dertiende Legioen, om te vechten voor zijn recht een tweede maal mee te doen aan de verkiezingen tot consul. De conservatieven, nu geleid door Pompeius, verlieten Rome en vluchtten naar Griekenland -- met onder hen Cato, gezworen vijand van Caesar. Het leger der Optimaten werd door Caesar verslagen in de Slag bij Pharsalus (in 48 v.Chr.) en Pompeius zelf werd een tijdje later gedood bij aankomst in Egypte waar hij hulp had verwacht. Cato en Metellus Scipio waren nog niet aan de overgave toe en vluchtten naar de provincie Africa om vanuit Utica weerstand te blijven bieden. Vanwege zijn verblijf in deze stad wordt Cato soms aangeduid als Cato Uticensis (Cato van Utica). Caesar achtervolgde hen en in 46 v.Chr. versloeg hij hun leger in de Slag bij Thapsus.
Cato nam geen deel aan de slag, daar hij in Utica was toen deze plaatsvond. Onwillig om te leven in een wereld die door Caesar geregeerd werd, pleegde hij zelfmoord. Volgens de legende probeerde Cato zelfmoord te plegen door zich op zijn eigen zwaard te storten. Zijn bedienden vonden hem toen op de grond en verzorgden zijn wonden. Cato wachtte tot ze vertrokken en verwijderde toen de verbanden en trok met zijn vingers de hechtingen uit zijn eigen ingewanden en volbracht zo zijn poging tot zelfmoord.

## Huwelijken en kinderen
Tijdens zijn leven is Marcus Porcius Cato tweemaal getrouwd geweest. Bij zijn eerste vrouw, Atilia, had hij een zoon, Marcus Porcius Cato (IV), en een dochter, Porcia (II). Zijn tweede huwelijk met Marcia Philippa, de dochter van Lucius Marcius Philippus (consul in 56 v.Chr.), bracht drie kinderen voort: een zoon Porcius Cato (de exacte voornaam is onbekend), een dochter Porcia (III) en een derde kind waarvan niet bekend is of het een zoon of een dochter was.

## Na Cato
Cato's nagedachtenis is die van een stoïcijns filosoof en een van de meest actieve paladijnen van de instortende Republiek. Zijn hoge, morele normen en zijn incorrumpeerbare rechtschapenheid brachten hem roem en lof, zelfs van zijn politieke tegenstanders. Na Cato's heengaan schreef Cicero een manifest ter nagedachtenis aan deze kwaliteiten waarop Julius Caesar (die Cato al zijn tegenwerpingen en obstructies nooit vergaf) reageerde met zijn Anticato redevoering. 
In Dantes Divina Commedia wordt Cato afgebeeld als de hoeder van de zeewaartse toegang tot het voorgeborchte. In canto I van Purgatorio schrijft Dante over Cato:
```
 Ik zag nabij mij een eenzame, oude man, naar zijn 
 aangezicht te zien waardig van zoveel eerbied als geen
 zoon ooit een vader verschuldigd was.
 Lang was zijn baard met witte haren erin gemengd, 
 gelijkend aan de haren op zijn hoofd, die in twee
 strengen tot zijn borst neerdaalden.
 De stralen van de vier heilige lichten voorzagen
 zijn gezicht zozeer van helderheid dat ik hem zag
 als ware hij vol door de zon beschenen.
```

Cato's leven is vereeuwigd in Cato, Een Tragedie, een toneelstuk van Joseph Addison dat veelvuldig aangehaald werd door George Washington, alsook in De stervende Cato, een schoolvoorbeeld van classicistisch theater van de hand van Johann Christoph Gottsched.